# Tyndall Air Force Base

i7
i11
i13
Die Tyndall Air Force Base (kurz Tyndall AFB, IATA-Code: PAM, ICAO-Code: KPAM) ist ein Stützpunkt der US-Luftwaffe. Gleichzeitig ist sie ein census-designated place (CDP) mit 139 Einwohnern (Stand: Volkszählung 2020). Der CDP liegt rund 10 km südlich von Panama City sowie etwa 170 km südwestlich von Tallahassee im US-Bundesstaat Florida.

## Die Air Force Base
Die Basis gehört zum Air Education and Training Command (AETC) der USAF, das dort Besatzungen von F-15- und F-22-Kampfflugzeugen trainiert. Außerdem ist hier die Air National Guard mit der First Air Force (dt. „1. Luftflotte“) und dem regionalen Kontrollzentrum des North American Aerospace Defense Command (NORAD) für den Südwesten der USA beheimatet. Neben bemannten Flugzeugen wird hier auch ein Geschwader MQ-9 stationiert.
Tyndall AFB verfügt über zwei parallel angeordnete Start- und Landebahnen: 13L/31R (3.050 m Länge) und 13R/31L (2.460 m).
Das Gebiet der Air Force Base wird vom U.S. Highway 98 (SR 30) durchquert.

## Geschichte
Die Luftwaffe begann im Mai 1941 mit dem Bau des Flugplatzes in sumpfiger Landschaft. Er erhielt den Namen Tyndall Field, nach Lieutenant Frank B. Tyndall, einem aus Florida stammenden Flieger des Ersten Weltkriegs, der 1930 im Einsatz ums Leben kam. Im Februar 1942 startete die Ausbildung von Bordschützen, auch Luftwaffensoldaten anderer Nationen nahmen daran teil. Nach der Gründung der United States Air Force 1947 wechselte der Name zu Tyndall Air Force Base und sie diente weiterhin der Ausbildung von Kampfpiloten. Seit 1958 ist der Stützpunkt Schauplatz von William Tell, einem seit 1954 jährlich stattfindenden fliegerischen Wettkampf verschiedener Kampfflugzeug-Einheiten der USA und Kanadas. Die organisatorische Zugehörigkeit der Tyndall AFB änderte sich mehrfach, im Juli 1993 übernahm schließlich das AETC die Basis vom Air Combat Command.

## Demographische Daten

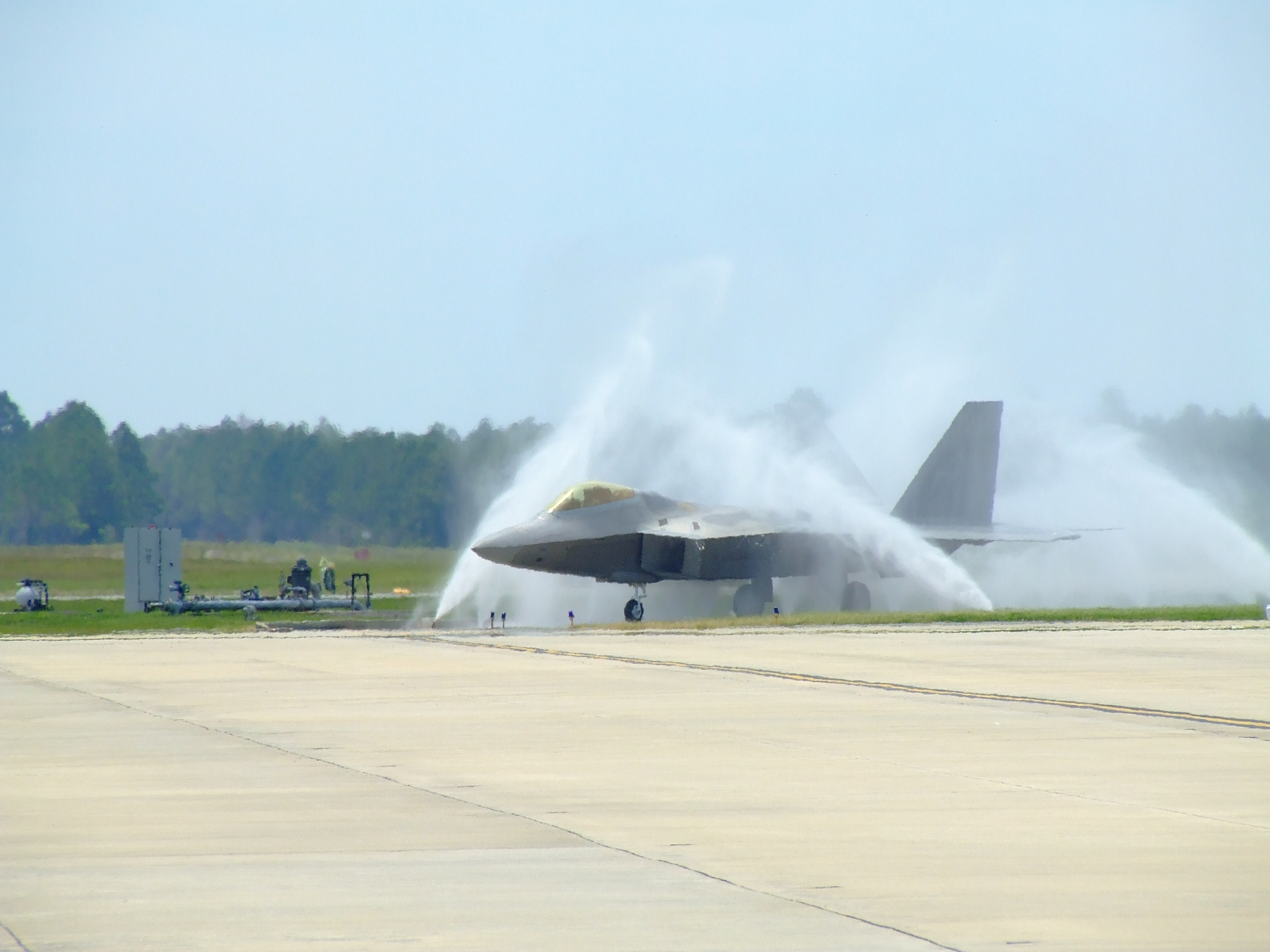
Lockheed Martin F-22 in der Waschanlage.

Laut der Volkszählung 2010 verteilten sich die damaligen 2994 Einwohner auf 934 Haushalte. Die Bevölkerungsdichte lag bei 79,4 Einw./km². 73,7 % der Bevölkerung bezeichneten sich als Weiße, 13,9 % als Afroamerikaner, 0,5 % als Indianer und 2,4 % als Asian Americans. 2,9 % gaben die Angehörigkeit zu einer anderen Ethnie und 6,6 % zu mehreren Ethnien an. 13,1 % der Bevölkerung bestand aus Hispanics oder Latinos.
Im Jahr 2010 lebten in 72,9 % aller Haushalte Kinder unter 18 Jahren sowie 1,2 % aller Haushalte Personen mit mindestens 65 Jahren. 95,5 % der Haushalte waren Familienhaushalte (bestehend aus verheirateten Paaren mit oder ohne Nachkommen bzw. einem Elternteil mit Nachkomme). Die durchschnittliche Größe eines Haushalts lag bei 3,40 Personen und die durchschnittliche Familiengröße bei 3,49 Personen.
40,5 % der Bevölkerung waren jünger als 20 Jahre, 40,4 % waren 20 bis 39 Jahre alt, 8,4 % waren 40 bis 59 Jahre alt und 0,6 % waren mindestens 60 Jahre alt. Das mittlere Alter betrug 22 Jahre. 54,8 % der Bevölkerung waren männlich und 45,2 % weiblich.
Das durchschnittliche Jahreseinkommen lag bei 43.074 $, dabei lebten 10,3 % der Bevölkerung unter der Armutsgrenze.
Im Jahr 2000 war Englisch die Muttersprache von 92,14 % der Bevölkerung, Spanisch sprachen 5,02 % und 2,84 % hatten eine andere Muttersprache.